# Långselet (Arvidsjaurs socken, Lappland)
Långselet är en sjö i Arvidsjaurs kommun i Lappland och ingår i Byskeälvens huvudavrinningsområde. Sjön har en area på 0,0547 kvadratkilometer och ligger 321,2 meter över havet. Långselet ligger i Byskeälven Natura 2000-område. Sjön avvattnas av vattendraget Byskeälven.

## Delavrinningsområde
Långselet ingår i det delavrinningsområde (726482-167739) som SMHI kallar för Utloppet av Bokselet. Medelhöjden är 341 meter över havet och ytan är 6,58 kvadratkilometer. Räknas de 156 avrinningsområdena uppströms in blir den ackumulerade arean 2 173,04 kvadratkilometer. Avrinningsområdets utflöde Byskeälven mynnar i havet. Avrinningsområdet består mestadels av skog (83 procent). Avrinningsområdet har 0,63 kvadratkilometer vattenytor vilket ger det en sjöprocent på 9,6 procent.